# Zachuren

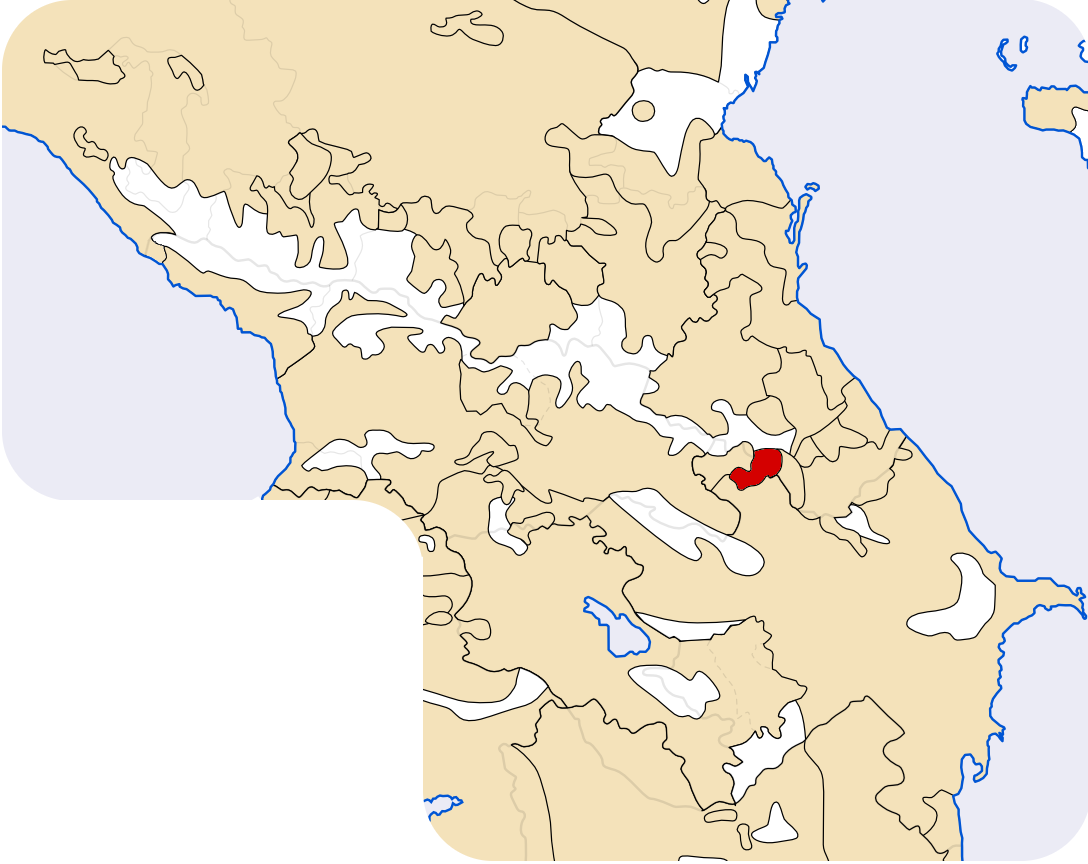
Siedlungsgebiet der Zachuren in Kaukasien

Die Zachuren (auch Tsachuren) sind ein kaukasisches Volk, das heute vorwiegend im Nordwesten Aserbaidschans (15.900) und in Russland (12.769, davon in Dagestan 9.771) lebt.
Die Zachuren sind vorwiegend sunnitische Moslems und sprechen eine kaukasische Sprache (Zachurisch bzw. Tsachurisch oder Zachigalisch). Sie konnten ihre Traditionen in Dagestan erhalten; in Aserbaidschan gibt es hingegen Tendenzen zur Assimilierung.
In Dagestan stellen die Zachuren eine der kleineren indigenen Ethnien dar (0,3 % der Bevölkerung). Sie leben am Oberlauf des Flusses Samur. 82 % der Zachuren leben auf dem Lande, im Wesentlichen im Rajon Rutulski. Die größten zachurischen Orte in Dagestan sind Zachur, Gelmez, Kurdul and Mikik. Das Siedlungsgebiet im nördlichen Aserbaidschan liegt in den Rajons Zaqatala und Qax. Ihre Nachbarvölker sind die Rutulen, Awaren und Aserbaidschaner.
Der deutsche Schriftsteller Hellmut Holthaus siedelte seine Satiren Geschichten aus der Zachurei und Neue Geschichten aus der Zachurei in einem fiktiven Volk gleichen Namens an, das aber ansonsten keine Gemeinsamkeiten mit den realen Zachuren hat, da es sich um eine Parodie auf das Westdeutschland der Wirtschaftswunderjahre handelt.